# Настынов, Игорь Дмитриевич
Настынов Игорь Дмитриевич (Родился 14 марта 1961, Элиста) — Многократный чемпион России, Европы и мира по
пауэрлифтингу (по разным версиям и Федерациям).
Директор БУ РК ДОД «Республиканская специализированная детско-юношеская школа олимпийского резерва по тяжелой атлетике и пауэрлифтингу».
Мастер спорта международного класса по пауэрлифтингу.
Бронзовый призёр Чемпионата мира 2007 года среди профессионалов.
С 2007 года входит в Зал Славы Международной федерации пауэрлифтинга по версии WPC.

## Биография
Родился 14 марта 1961 года. Отец Игорь Дмитриевича был строителем мама поваром, средний ребёнок в семье у него есть две сестры.
Как рассказывает Игорь Дмитриевич в пауэрлифтинг он пришел не сразу. В школьные годы ходил в музыкальную школу по классу кларнета к Сикунбаеву Абаю Жузпековичу.
Когда открылась секция бокса он записался туда ходил на бокс три года к Яшкулову Виктору Бимбеевичу.
Затем будущий атлет записался на секцию борьбы к прославленному калмыцкому борецу Тулу Балдашинову, почетный мастер спорта СССР победитель Спартакиады народов РСФСР — своего рода «Олимпийские игры» народов СССР. У Тула Львовича занимался два года.
Как-то вечером с другом зашел в зал тяжелой атлетики тренер секции Расулов Виталий Яковлевич рассказал о тяжелой атлетике и все её перспективы. Он остался в этом зале было это в 1978 году.
В том же году Игорь Дмитриевич стал чемпионам России (в составе Советского союза) и выполнял первый взрослый разряд.
Лауреат всесоюзного конкурса вокально-инструментальных ансамблей в городе Грозном 1980 года солист ритм — гитарист.
После окончания школы поступил в калмыцкий государственный университет на зооинженерный факультет, где после второго курса женился учёба и семейная жизнь на некоторое время пришлось оставить спорт.
В 1980 году у Игорь Дмитриевича родился сын два года спустя родилась дочь потом чуть позже родился ещё один сын.
После окончания университета вместе с супругой которая окончила экономический факультет того же университета по направлению тогда было всесоюзное направление попали на комсомольскую стройку в «Большой царын»
Колхоз назывался «Коммунистический труд» стали там работать я зоотехником, супруга экономистом у меня была служебная машина водовоз, мы там поработали три года в 1986 году вернулись в Элисту вспоминает Игорь Дмитриевич.
Игорь Дмитриевич 13 лет поработал на Аршанском мясокомбинате сначала в убойном цехе веттехником потом заготовителем так все пошло и пошло но 1998 году в связи с непростой ситуацией в стране предприятие закрылось.
В 1998 году в декабре месяце 22 декабря я хорошо помню тогда была не погода, что-то не с того не всего я пришел в зал. Получилось так что я вернулся в зал тяжелой атлетики спустя почти 20 лет вспоминает атлет.
Игорь Дмитриевич начал потихонечку тренироваться даже не подозревая что есть такой вид спорта как пауэрлифтинг по-русски он называется силовое троеборье.
Когда все тот же тренер Расулов Виталий Яковлевич который когда-то познакомил его с тяжелой атлетикой рассказал новым для него виде спорта Игорь Дмитриевич решил пробовать.
Результат не заставил себя долго ждать уже через три месяца тренер спросил его хочет ли он, мечтает ли он всё ещё стать мастером спорта Игорь Дмитриевич ответил да, потому что стать мастером спорта это неиссякаемое желание для любого спортсмена.
В 1999 году он выполнил норматив «Мастер спорта России» и в 2002 году было присвоено звание «Мастер спорта международного класса» по пауэрлифтингу.

## Спортивная карьера
Игорь Настынов впервые вышел на помост в возрасте 39 лет — в 2000 году. В 2003 году впервые преодолел рубеж в 400 кг в приседаниях, подняв 405 кг и собрав 940 кг в сумме троеборья.
Неоднократно становился чемпионом Европы среди ветеранов, призёром чемпионатов мира среди ветеранов. В 2005 году принимает участие в чемпионате России WPC и устанавливает национальные рекорды — 402,5+230+330.
В том же году впервые собирает тонну в сумме троеборья на чемпионате мира WPC. Присел 417,5 кг, выжал 252,5 кг и потянул 330 кг. В 2006 году, в возрасте 45 лет устанавливает рекорд Европы среди мужчин в приседании — 465 кг в супертяжелой весовой категории.
Рекорды Игоря Дмитриевича,
Приседания: 620 кг.
Жим: 301 кг.
Становая тяга: 345 кг.
В свои 56 лет Игорь Дмитриевич остаётся действующим спортсменам, так на мастерском турнире проходящим в городе Волжском в 2017 году калмыцкой легенде снова не было равных

## Деятельность на посту директора ГОУ РДЮСШ по тяжелой атлетике и пауэрлифтинга
Свою физкультурно-спортивную деятельность Игорь Дмитриевич начал тренером при детско-юношеской спортивной школе «Урожай» в 1999 году и до сих пор трудится в структуре системы спорта республики.
С открытием в 2003 году ГОУ «РДЮСШ по тяжелой атлетике и пауэрлифтингу» был назначен директором школы и продолжает тренерско-преподавательскую деятельность. Зарекомендовал себя опытным специалистом, истинным профессионалом своего дела.
Весь свой богатый практический и педагогический опыт работы с детьми и молодежью передает молодому поколению и тренерам — преподавателям своей школы.
Являясь директором, Игорь Дмитриевич решает все вопросы в пределах предоставленных ему прав по расходованию финансовых и материальных ресурсов, организует учебно-спортивную работу, решает все вопросы, связанные с подготовкой и проведением всех спортивно- массовых мероприятиях.
Определяет условия и заключает договоры, связанные с деятельностью учреждения, укрепляет трудовую производственную дисциплину.
Игорь Дмитриевич обладает хорошими организаторскими способностями, учебно-тренировочные занятия с детьми проводит методически и технически грамотно, постоянно совершенствуется методически.
По сей день Игорь Дмитриевич, принимает участие в соревнованиях по пауэрлифтингу международного и всероссийского уровня.
За этот период внес большой неоценимый личный вклад в развитие и укрепление тяжелой атлетики и пауэрлифтинга.
Его воспитанники становились чемпионами и призёрами республиканских, всероссийских соревнований по пауэрлифтингу. Ученики Игоря Дмитриевича: Комлаева Анна, Поволоцкая Елена и Четингов Павел выполнили норматив МСМК (Мастер спорта международного класса), являются Чемпионами Европы, России и ЮФО.
Занимается развитием паралимпийского спорта-пауэрлифтинга. Подготовил призёра Кубка России спорт лиц ПОДА (Повреждение опорно-двигательного аппарата), который выполнил норматив «Мастер спорта России» по пауэрлифтингу.
За время существования школы было воспитано 4 мастера спорта международного класса, 13 мастеров спорта, десятки кандидатов в мастера спорта.
Открыты филиалы БУ РК ДО РДЮСШ по тяжелой атлетике и пауэрлифтингу в Кетченеровском, Лаганском, Целинном, Октябрьском и Яшкульском районах Республики Калмыкия.
25 января 2014 года вместе со своей ученицей Еленой Поволоцкой тоже (МСМК) были факелоносцами Олимпийского огня от Республики Калмыкия.

## Награды
За свой добросовестный, плодотворный труд во благо развития и пропаганды физкультурного движения и спорта в Республики Калмыкия и воспитание подрастающего поколения, юных спортсменов Игорь Дмитриевич награждён Почетной грамотой Министерства по делам молодежи, туризму и спорта РК в 2004 г. и знаком «Отличник физической культуры и спорта РФ» в 2005 г.
Настынов Игорь Дмитриевич пользуется заслуженным авторитетом и уважением среди своих воспитанников, родителей детей, занимающихся в БУ РК ДО «РДЮСШ по тяжелой атлетике и пауэрлифтингу», коллег по работе, физкультурного актива республики.